# قلعة إيرج
قلعة إيرج هي قلعة تاريخية تعود إلى عصر الساسانيون، وتقع في ورامين.

## معرض صور

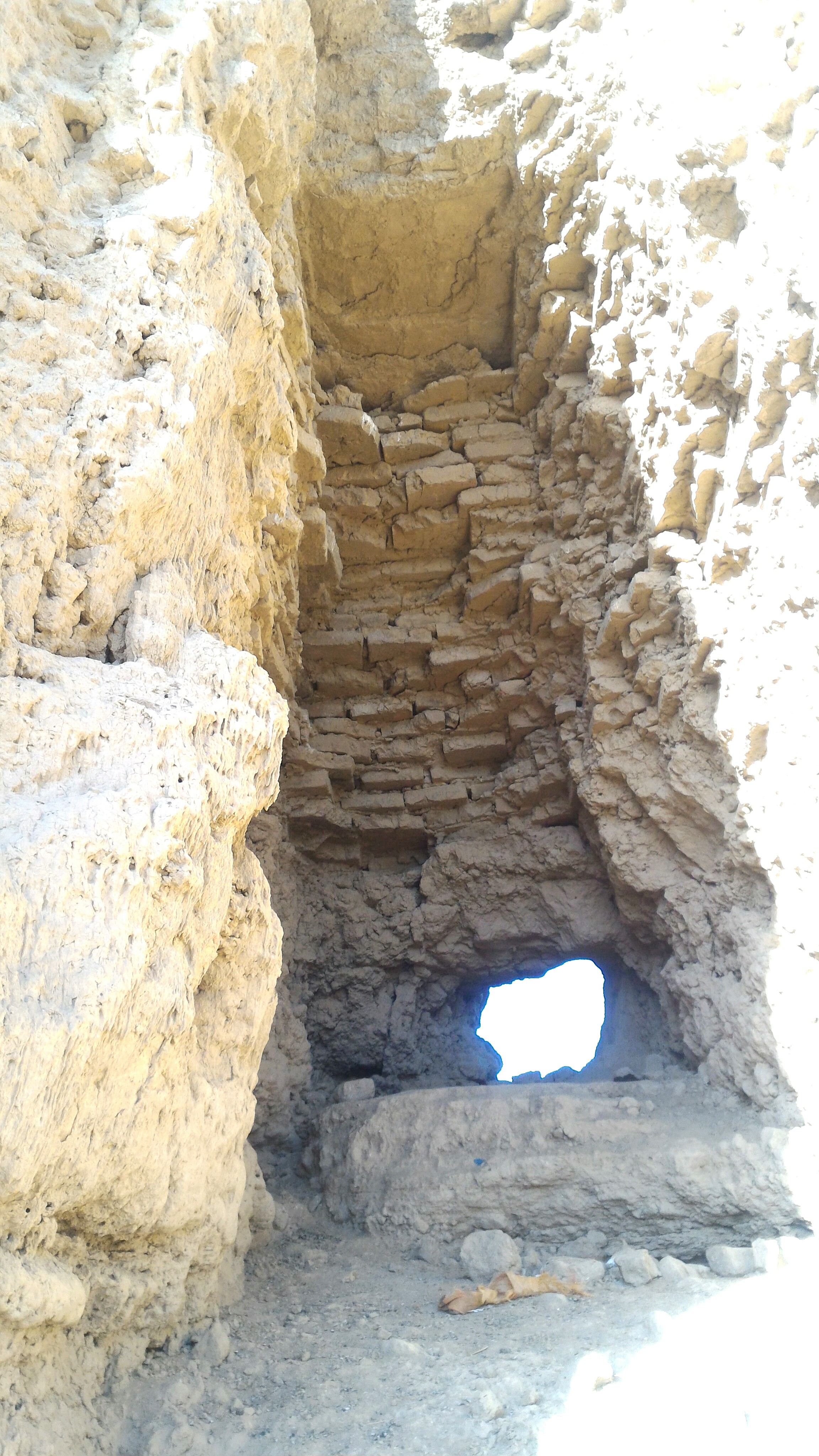
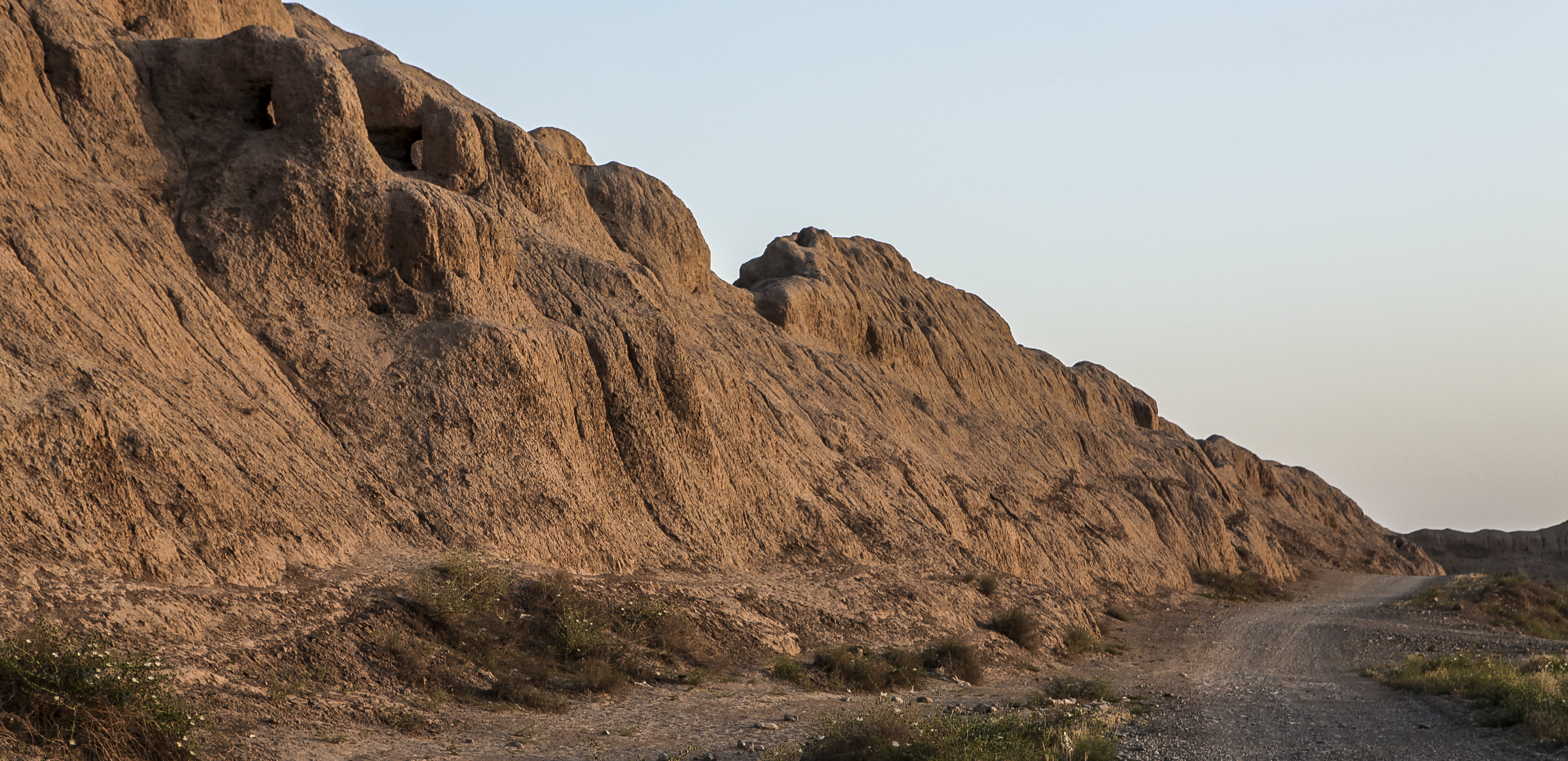
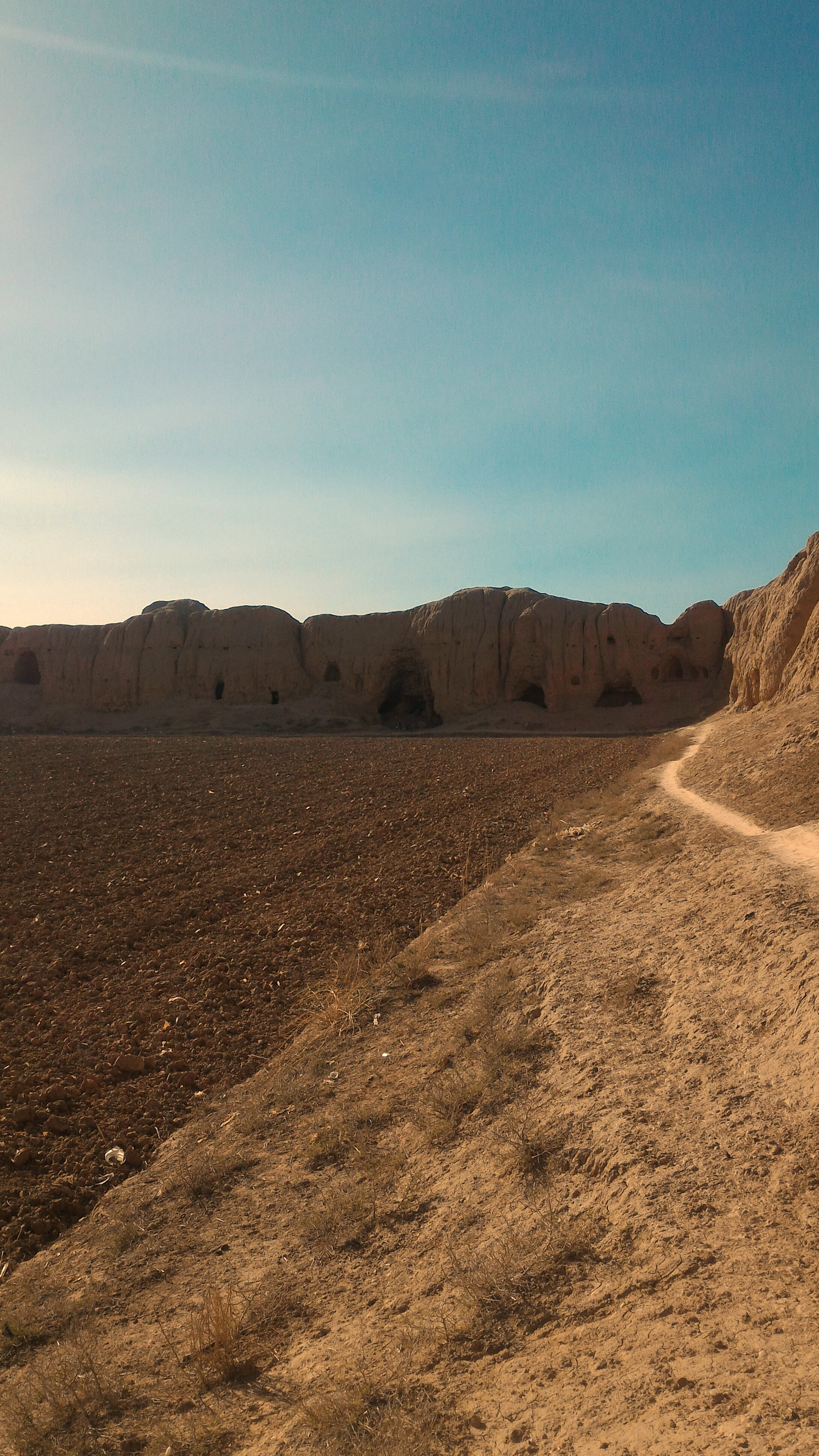